# Samad aga Agamalioglu
Samad aga Agamalioglu (azerí: Səməd ağa Ağamalıoğlu; ruso: Самед ага Агамалыоглы) (Qazax, Azerbaiyán, Imperio Ruso, 27 de diciembre de 1867–Moscú, Unión Soviética, 6 de octubre de 1930) fue un político comunista azerí, dirigente soviético y revolucionario socialista, participante en la Revolución rusa de 1905 en el Cáucaso.

## Biografía
Agamalioglu, cuyo nombre auténtico era Samad Hasán oglu Alíyev nació en la aldea de Kirah Kesemen del distrito de Qazax, en la entonces Gobernación de Elizavetpol del Imperio Ruso (actualmente Azerbaiyán) en una familia campesina. Se graduó en la escuela militar de Vladikavkaz, instruido como topógrafo. En 1887 comenzó el servicio militar en Ganja, más tarde empezó a leer sobre marxismo y se convirtió en socialista revolucionario y miembro activo del Hummet, el partido socialdemócrata musulmán de Azerbaiyán. 
Tras la Revolución de Febrero de 1917, se convirtió en miembro del Comité Ejecutivo del Partido Obrero Socialdemócrata de Rusia en Ganja, participando activamente en las actividades del Hummet. Desde finales de 1918 trabajó en Bakú. Fue elegido diputado del Bloque Socialista Musulmán en el Consejo Nacional Azerí de la República Democrática de Azerbaiyán. Poco después del derrocamiento del dominio del Müsavat, Agamalioglu se convirtió en Comisario del Pueblo de Agricultura la RSS de Azerbaiyán y en 1922-1929, desempeñó el cargo de presidente del Comité Ejecutivo Central de los sóviets de Azerbaiyán y fue miembro del Comité Ejecutivo Central de los sóviets de la República Socialista Federativa Soviética de Transcaucasia. 
En el I Congreso de los Sóviets de la Unión Soviética (1922) fue elegido miembro del Comité Ejecutivo Central de la Unión Soviética y más tarde miembro de su presidium. Lideró la introducción del alfabeto latino en las repúblicas del Este de la URSS. Agamalioglu es asimismo autor de varios trabajos sobre el movimiento revolucionario y la revolución cultural en las zonas orientales de la Unión Soviética. Fue también el preparador y editor de la famosa obra Kamaluddovle Mektublari, del celebrado dramaturgo azerí Mirza Fatali Ajundov. El icono cultural de la época, Maksim Gorki, describió a Agamalioglu como un «hombre maravilloso» y apreció mucho sus obras sobre el nuevo alfabeto reformado. Falleció en Moscú en 1930.
Hay tres calles con su nombre en Azerbaiyán, así como la aldea de Ağamalıoğlu en la región de Goranboy.